# Friedrich Lienhard
Pour les articles homonymes, voir Lienhard.
Friedrich Lienhard, né à Rothbach (Bas-Rhin) le 4 octobre 1865 et mort à Weimar (Thuringe) le 30 avril 1929, est un romancier, poète et auteur dramatique de langue allemande, d'origine alsacienne.